# Cseh Gusztáv (grafikus, 1934–1985)
Ifjabb Cseh Gusztáv (Kolozsvár, 1934. július 13. – Kolozsvár, 1985. június 19.) romániai magyar grafikusművész. Idősebb Cseh Gusztáv fia.

## Életpályája
Szülővárosában végezte a képzőművészeti főiskolát, Kádár Tibor volt a mestere. 1963-tól a Dolgozó Nő művészeti szerkesztőjeként működött, 1961-től kiállító művész, közös és egyéni kiállításokon vett részt grafikai lapjaival. Több mint 200 hazai kiadású kötet művészi tervezője és illusztrátora; a Forrás-sorozat tervét diplomával díjazták a bukaresti könyvszalon 1971-es kiállításán. A Tanulók Könyvtára zsebkönyv-sorozat grafikáját jegyezte. Nevéhez fűződnek a Bajor Andor-kötetek borítói és illusztrációi s az Utunk szilveszteri Ütünk-különkiadásának karikatúrái. Ady-rajza jelent meg a Korunk Ady-centenáriumi számában (1977/11). Rézkarcsorozatot készített az erdélyi magyar művelődés jeleseiről és Erdély műemlékeiről. Korai halála után rézkarcsorozatai albumba foglalva jelentek meg.
1986-ban tiszteletére emlékkiállítást rendeztek rézkarcaiból a veszprémi megyei könyvtárban.

## Kötetei
- Hatvan főember. Cseh Gusztáv rézkarcai; előszót, képismertetés László Gyula; Európa, Budapest, 1988
- Libellus pictus, azaz Képekkel írott könyvecskéje jeles házaknak. Rézre karcolta Cseh Gusztáv; jegyz. Sas Péter; Múzsák, Budapest, 1988
- Jeles házak : Cseh Gusztáv rézkarcai / előszó Sümegi György; [a képek ismertetését Sas Péter és Jékely Zsombor írta]. Budapest : Kráter Műhely Egyesület, 1993. [130] p. : ill. (Libellus pictus azaz Képekkel írott könyvecskéje jeles házaknak…) ISBN 963-7583-22-X
- Cseh Gusztáv, 1934–1985; szerk. Csapody Miklós; Kráter Műhely Egyesület, Pomáz, 1998
- Megrajzolt pátria. Cseh Gusztáv grafikái; bev. Benkő Samu, tan. Kántor Lajos; Korunk Baráti Társaság–Komp-Press, Kolozsvár, 2002
- Libellus pictus azaz Képekkel írott könyvecskéje jeles házaknak. Cseh Gusztáv rézkarcai; bev. Benkő Samu, kísérőszöveg K. Jakab Antal; Korunk Baráti Társaság–Komp-Press, Kolozsvár, 2002
- Pantheon avagy Képes csarnoka hatvan főembernek. Cseh Gusztáv rézkarcai; bev. Benkő Samu, kísérőszöveg K. Jakab Antal; Korunk Baráti Társaság–Komp-Press, Kolozsvár, 2002

## Díjak, elismerések
- Román Munka Érdemrend (1970)
- Az év legszebb könyve, Bukarest (1973)
- Román Kulturális Érdemrend I. fokozata